# Flessibilità lavorativa
La flessibilità lavorativa, nel mercato del lavoro, è un concetto teorico in base al quale un lavoratore non rimane costantemente al proprio posto di contratto di lavoro a tempo indeterminato, ma muta più volte, nell'arco della propria vita, la propria attività occupazionale e/o il datore di lavoro.

## Descrizione
In un'ottica evolutiva e di accrescimento, la flessibilità dovrebbe prevedere un costante miglioramento delle conoscenze del lavoratore e di conseguenza del livello occupazionale raggiunto, sia per quanto riguarda il versante economico sia per quanto riguarda quello delle competenze professionali.
La flessibilità in senso più lato si riferisce anche ai lavoratori a tempo pieno, con contratto a tempo indeterminato. La flessibilità è intesa in termini di orario, sede di lavoro e mansione: come disponibilità, rispetto alle esigenze e richieste del datore di lavoro, a lavorare più di 8 ore, il sabato e nei giorni festivi, a cambiare mansione, a trasferte anche di lunga durata, ad un trasferimento della sede di lavoro, pur avendo casa e una vita relazionale affermata in un altro luogo da diversi anni.

### Misura dell'incidenza della flessibilità nel mercato del lavoro
L'introduzione, nell'ambito del mercato del lavoro, di strumenti per facilitare la flessibilità può essere considerato come uno dei mezzi mirati ad incrementare l'occupazione. Secondo una tale visione, le aziende, facilitate dall'esistenza di contratti poco vincolanti e meno costosi a livello previdenziale, sarebbero incentivate a richiedere costantemente al mercato del lavoro tutte quelle figure professionali di cui hanno bisogno in un determinato momento, senza essere costrette a tenerle sotto contratto oltre il dovuto. In questo modo, la domanda di occupazione sul mercato del lavoro verrebbe sbloccata e si produrrebbe un circolo virtuoso destinato a incrementare la richiesta.
In realtà, la reale portata di una tale valutazione è dubbia: spesso i contratti flessibili vengono usati solo come strumento di risparmio da parte delle aziende, ossia spesso come uno strumento di crescita del precariato.
Per misurare il reale impatto degli strumenti di flessibilità sull'occupazione, si possono utilizzare indici statistici, che misurano se e quando viene riscontrato un reale aumento della richiesta lavorativa. Ad esempio, l'indice di Giovanni Calcerano esprime la crescita (o il decremento) percentuale di occupati rispetto ad un anno 0 di riferimento. La formula è:
{\displaystyle D=((O_{1}-O_{0})/O_{0})*100}
dove {\displaystyle O_{1}} è il numero di occupati standard nell'anno rispetto al quale vogliamo effettuare il calcolo, e {\displaystyle O_{0}} è il numero di occupati standard nell'anno 0 di riferimento. Per occupati standard si intende il numero di lavoratori che, nel corso dell'anno, hanno lavorato almeno un giorno (con qualunque tipo di contratto), calcolati come frazione in rapporto al numero di giorni effettivamente lavorati. Ad esempio, una persona che ha lavorato in un anno 200 giorni, verrà calcolato non come un lavoratore completo, bensì come una frazione di lavoratore, precisamente per il valore pari a 200/365=0,5479. La somma di tutte queste frazioni relative a tutti coloro i quali hanno lavorato in quell'anno rappresenta il valore di lavoratori standard.
L'indice di Calcerano è negativo se tra gli anni considerati si riscontra un decremento dell'occupazione, positivo se tra gli anni considerati si riscontra un incremento.

## Flessibilità lavorativa nel mondo

### In Italia
In Italia la prima agenzia avente per oggetto specifico l'intermediazione lavorativa ad interim, la prima del suo genere, fu fondata nel 1990 a Marghera da un immigrato di colore, Charles E. Hollomon, con l'appoggio dei sindacati del litorale veneziano, anticipando l'esigenza di flessibilità nel mercato del lavoro .
La legge Treu del 1997 sul lavoro interinale e la successiva legge Biagi del 2003 spingono indirettamente in quest'ottica cioè verso forme di lavoro flessibili.
Il concetto di flessibilità rischia però di degenerare nel concetto di precariato quando rilevano contemporaneamente, ed involontariamente da parte del lavoratore, più fattori di instabilità quali ad esempio la mancanza di continuità nella partecipazione al mercato del lavoro e la mancanza di un reddito adeguato per la pianificazione della propria vita presente e futura. La flessibilità lavorativa appare inoltre altamente improbabile nelle professioni in cui l'esperienza lavorativa richiesta risulta indispensabile per la buona riuscita della prestazione lavorativa, tanto più vero per le professioni d'alto rango vuoi anche per i necessari studi pregressi, ma che, in alcuni paesi, accade sempre più frequentemente anche per le cosiddette professioni umili.
L'art. 18 dello Statuto dei lavoratori, oltre a sancire l'illegittimità del licenziamento senza giusta causa, afferma anche il diritto del lavoratore ad una stabilità reale. La giurisprudenza ha inteso la stabilità in senso lato come diritto ad avere un orario di lavoro, una mansione, una sede di lavoro il più possibile stabili, necessari per disporre di un tempo libero e organizzare una vita affettiva e familiare.
Le maggiorazioni per lavoro straordinario, festivo o notturno, le indennità di trasferta, le indennità di disponibilità per i casi in cui la persona deve essere reperibile fuori orario di lavoro, possono intendersi come risarcimento pecuniario delle condizioni di lavoro che non rispettano questi criteri di stabilità. Allo stesso modo, possono intendersi le limitazioni previste dalla legge e dai contratti collettivi di lavoro in materia di trasferimenti di sede, ristretti a "comprovate ragioni tecniche, organizzative e produttive". Se il lavoratore ha diritto a una stabilità reale, le varie forme di flessibilità devono essere indennizzate quale titolo "risarcitorio" per il minore esercizio di questo diritto alla stabilità.
In Italia muovono nella direzione opposta alcuni provvedimenti: la riforma Berlusconi dell'orario di lavoro del 2003, e l'abolizione delle indennità di trasferta per gli statali con la finanziaria Prodi del 2006.

#### Misura dell'incidenza della flessibilità nel mercato del lavoro in Italia
A sostegno della tesi secondo cui la flessibilità è un mezzo per agevolare l'ingresso nel mondo del lavoro e che col passare del tempo il lavoro flessibile si trasforma in lavoro stabile, ci sono i dati del IX Rapporto AlmaLaurea sulla condizione occupazionale dei laureati italiani. Infatti secondo tali dati ad un anno dalla laurea il lavoro stabile risulta in calo. In cinque anni è sceso dal 46% (rilevazione 2001) al 38% (rilevazione 2006). Ma, mentre rimangono praticamente invariate le attività di tipo autonomo (circa 12%), continua il calo dei contratti a tempo indeterminato (passati dal 34% nell'anno 2001 al 26% ). In modo corrispondente, il lavoro atipico è cresciuto di 10 punti percentuali: dal minimo (37%) del 2001 al 47% nell'ultima rilevazione. In particolare, fra il 2001 e il 2006, sono aumentati consistentemente i contratti a tempo determinato (passati dal 13% al 21%).
A cinque anni dalla laurea, invece, risultano stabili 71 occupati su cento. Il grande balzo in avanti è dovuto in particolar modo all'aumento dei contratti a tempo indeterminato, che sono lievitati di 15 punti percentuali, raggiungendo quasi il 47% a cinque anni. Il lavoro autonomo, guadagnando 11 punti, è passato dal 13% al 24%.
A cinque anni dalla laurea si riducono le quote di lavoro atipico (dal 39,5% al 26%), i contratti di formazione lavoro (contratti di inserimento nella legge Biagi) che di fatto scompaiono, scendendo dall'11% all'1%, e le attività lavorative senza contratto (dal 5% all'1,5%). Ad un anno dalla laurea, poco meno di un quinto degli occupati è impegnato nel settore pubblico. In quello privato operano, invece, oltre 80 laureati su cento. A cinque anni dal conseguimento del titolo le percentuali risultano rispettivamente 29% e 71%. Molto meno di quanto accada in altri Paesi europei, come la Finlandia, la Francia, la Germania e i Paesi Bassi. Si legge nel rapporto Almalaurea:
A 12 mesi dalla laurea, il guadagno mensile netto dei laureati è di 1.042 euro e risulta in crescita rispetto alle precedenti rilevazioni. A tre anni dalla laurea, il guadagno raggiunge quota 1.164 euro, a cinque anni è di 1.316 euro. Considerando le variazioni in termini di potere d'acquisto, però, tenendo così conto della svalutazione dei valori monetari avvenuta in questi anni, si rileva persino una riduzione delle retribuzioni.
I dati sono molto interessanti per tracciare non solo un'analisi scientifica del mercato del lavoro in Italia ma anche della sua evoluzione nell'ultimo quinquennio. Bisogna partire da tre dati fondamentali.
Il primo è quello che ci viene fornito dall'incrocio tra i dati Almalaurea che indicano un'alta incidenza dei contratti flessibili nella fase dell'ingresso nel mondo del lavoro con quelli dell'ISTAT, che segnalano una inarrestabile crescita del tasso di occupazione (con relativa diminuzione del tasso di disoccupazione). Infatti, secondo l'Istituto Nazionale di Statistica (dati pubblicati il 20 dicembre 2006), il tasso di occupazione della popolazione tra i 15 ed i 64 anni si è portato dal 57,4 del terzo trimestre 2005 all'attuale 58,4%, e il tasso di disoccupazione si è posizionato al 6,1%, un punto in meno rispetto al terzo trimestre 2005.
Dall'incrocio dei due dati emerge chiaramente che, innanzitutto, la flessibilità agevola l'ingresso nel mondo del lavoro e quindi l'aumento del tasso di occupazione e che, comunque, tra i contratti cosiddetti flessibili, la crescita percentuale maggiore, nella fase del primo impiego, spetta al contratto a tempo determinato e cioè a quello con più garanzie.
Il secondo dato che bisogna evidenziare è quello che nel sistema occupazionale, col passare del tempo, diminuisce l'incidenza del lavoro flessibile mentre, di contro, aumenta quella del lavoro stabile. Da sottolineare anche l'aumento in percentuale dei lavoratori autonomi, segno che, a distanza di poco tempo dall'ingresso nel mondo del lavoro, la flessibilità potrebbe incentivare il lavoratore a migliorarsi di continuo fino all'acquisizione di quelle capacità professionali che lo spingono a diventare «imprenditore di sé stesso» (sempre che il lavoro autonomo non serva per mascherare una forma di lavoro subordinato senza però le maggiori garanzie di quest'ultimo).
Il terzo ed ultimo dato interessante sembra essere quello che registra come il pubblico impiego, a differenza del lavoro privato, stia diventato la culla del precariato. Insomma, quello che doveva essere il simbolo del posto fisso sembra essersi trasformato nel più instabile.